# Una hostess tra le nuvole
(Tagline del film)
Una hostess tra le nuvole (View from the Top) è un film commedia statunitense del 2003 diretto dal regista brasiliano Bruno Barreto.

## Trama
Donna Jensen è una ragazza di provincia che sogna di vedere il mondo e trova la sua strada diventando assistente di volo, quindi s'iscrive al corso per diventare hostess sui voli internazionali. L'amica Christine però la inganna scambiando le rispettive prove finali, così Donna non supera il corso e rimane impiegata solo su voli interni. Scoperto l'imbroglio riesce finalmente a farsi assegnare ai voli internazionali, ma avendo realizzato che le manca l'amore decide quindi di tornare sui suoi passi.

## Camei
- In un cameo appare George Kennedy, il veterano del film Airport: interpreta un uomo in prima classe che rifiuta l'offerta di champagne e caviale fattagli da Donna.